# 練絲
《練絲》是一首先秦逸詩，見於《後漢書·楊終傳》楊終所引。原文僅保留有兩句：“皎皎練絲，在所染之。”內容為描寫素絲的染色過程，風格與《詩經》相仿。
受此詩典故影響，“練絲”在後世也用於代指人性本初的狀態，以强調後天環境對人的影響。